# Silvano Abbà
Silvano Abbà (Rovigno, 3 luglio 1911 – Isbuscenskij, 24 agosto 1942) è stato un pentatleta e militare italiano.
Partecipò ai Giochi olimpici di Berlino del 1936, classificandosi al terzo posto nella gara di pentathlon moderno, vincendo la medaglia di bronzo. Successivamente prese parte alla guerra di Spagna dove si distinse come tenente del 1º battaglione carri da combattimento del Corpo Truppe Volontarie, venendo decorato con la medaglia d'argento al valor militare. Durante la seconda guerra mondiale combatte durante l'invasione della Jugoslavia e poi sul fronte russo dove fu decorato con la Medaglia di bronzo al valor militare. Partecipò alla Carica di Isbuscenskij per la quale morì e fu insignito della medaglia d'oro al valor militare alla memoria.

## Biografia
Nacque a Rovigno il 3 luglio 1911, rimase orfano di padre in giovane età, in quanto il genitore decedette nel corso della prima guerra mondiale. La madre Maria Millanch, di professione maestra, lo fece studiare a costo di grandi sacrifici. Dopo avere frequentato l'Istituto Tecnico di Rovigno entrò alla Regia Accademia Militare di Modena da cui uscì con il grado di sottotenente, assegnato all'Arma di Cavalleria. Frequentò poi i corsi di perfezionamento, dapprima presso la Scuola di applicazione di Pinerolo e poi presso quella di Tor di Quinto (Roma). Al termine degli studi entrò in servizio presso il 10º Reggimento "Lancieri di Vittorio Emanuele II" di stanza a Bologna, segnalandosi per le sue qualità di atleta, tanto da essere selezionato per partecipare ai Giochi olimpici di Berlino, nel 1936.
Il 2 agosto di quell'anno, sul campo di Truppenübungsplatz si classificò al primo posto nella gara di equitazione della specialità pentathlon moderno, che gli valse il terzo posto assoluto e la medaglia di bronzo, divenendo così il primo italiano a salire sul podio in questa disciplina.
Tenente del 1º battaglione carri da combattimento durante la guerra di Spagna al comando della sua compagnia entrò per primo a Mazaleón, Gandesa e Tortosa, venendo decorato con la Medaglia d'argento al valor militare. All'atto dell'entrata in guerra dell'Italia, il 10 giugno 1940, fu assegnato al 3º Reggimento "Savoia Cavalleria" inquadrato nella 3ª Divisione celere "Principe Amedeo Duca d'Aosta", con cui combatte sul fronte francese e poi in Jugoslavia, nell'aprile 1941. Nel corso del 1940, tra le due campagne militari, divenne campione italiano di pentathlon moderno e vinse la Coppa Ceccarelli.
Promosso capitano partì per il fronte russo come comandante del 4º squadrone del suo Reggimento, assegnato alla Corpo di Spedizione Italiano in Russia (CSIR).  Nel maggio 1942 il suo reggimento, assieme ad altri reparti, fu assegnato al neocostituito Raggruppamento Truppe a Cavallo, posto alle dirette dipendenze del comando dell'8ª Armata.
Cadde in combattimento il 24 agosto 1942, alla testa del suo squadrone - appiedato per l'occasione - nel corso dei combattimenti dell'epica carica di Isbuscenskij, ritenuta l'ultima carica di cavalleria di un esercito occidentale. Dopo la fine della guerra gli fu conferita la Medaglia d'oro al valor militare alla memoria.
Gli sono state intitolate una via a Roma, e una piazza a Civitanova Marche, lo stadio della scuola militare della Cecchignola di Roma, le Sezioni dell'Arma di Cavalleria di Gorizia e Civitanova Marche. Il circolo ippico di Trieste ha istituito un trofeo per cavalieri ed amazzoni, che porta in suo nome, mentre nel museo di Pinerolo è custodita la sua Medaglia d'oro al valor militare, mentre la sciabola ed il cappello sono custoditi presso la sezione d'arma di Cavalleria di Voghera.
Nel 2017 il veterano della carica di Isbuscenskij Giancarlo Cioffi ha narrato i fatti accaduti nello scontro nel documentario "la carica di Isbuscenskij".

## Palmarès
In carriera ha conseguito i seguenti risultati:
- Giochi olimpici:

Berlino 1936: bronzo nel pentathlon moderno.